# 奥维德·德克罗利
奥维德·德克罗利（Ovide Decroly，1871年7月23日—1932年9月12日），比利时心理学家和教育学家。

## 外链
- 奥维德·德克罗利在互联网电影资料库（IMDb）上的資料（英文）